# جيني لوسون
جيني لوسون (بالإنجليزية: Jenny Lawson)‏ هي صحفية ومؤلفة أمريكية، ولدت في 29 ديسمبر 1973.

## وصلات خارجية
- الموقع الرسمي